# جایزه گرمی برای بهترین آلبوم پروگرسیو آر اند بی
جایزه گرمی برای بهترین آلبوم پروگرسیو آر اند بی (انگلیسی: Grammy Award for Best Progressive R&B Album)، افتخاری است که در جوایز گرمیها به ضبط هنرمندان برای آثار باکیفیت در آلبوم‌های زیرژانر اربن معاصر در زمینه ریتم اند بلوز اهدا می‌شود. افتخارات در چندین دسته سالانه در این مراسم توسط آکادمی ملی علوم و هنرهای ضبط ایالات متحده برای "تجلیل از دستاوردهای هنری، مهارت فنی و برتری کلی در صنعت ضبط، بدون توجه به فروش آلبوم یا موقعیت نمودار ارائه می‌شود.